# Оберштольц-Антонова, Анастасия
Анастасия Оберштольц-Антонова (итал. Anastasia Oberstolz-Antonova; 12 октября 1981, Кемерово, СССР) — итальянская и российская саночница, выступающая за сборную Италии с 2003 года (до этого времени выступала за Россию). Принимала участие в двух зимних Олимпийских играх, на соревнованиях 2002 года в Солт-Лейк-Сити в программе женских одиночных заездов поднялась до пятнадцатого места. На играх 2006 года в Турине во время первого же старта перевернулась и вынуждена была прекратить участие в состязаниях досрочно.
Анастасия Оберштольц-Антонова является обладательницей двух бронзовых наград чемпионатов мира, третье место ей доставалось в 2004 и 2005 годах, когда она соревновалась в составе смешанной команды сборной Италии. Спортсменка дважды получала подиум чемпионатов Европы, в её послужном списке серебро 2004 года из Оберхофа и серебро 2006 года из Винтерберга. Лучший результат на Кубке мира показала в сезонах 2004—2005 и 2005—2006, когда занимала в общем зачёте четвёртое место.
Ныне проживает в городе Антхольц, кроме санного спорта занимаясь ещё и тренерской деятельностью. Замужем за итальянским саночником Кристианом Оберштольцем, с которым познакомилась на дискотеке перед Олимпиадой 2002 года. Имеет от него дочь Александрию, из-за рождения ребёнка ей пришлось пропустить сезон Кубка мира 2006—2007.